# Mykoła Palijenko
Mykoła Wasyljowycz Palijenko ukr. Микола Васильович Палієнко (ur. 18 sierpnia?/30 sierpnia 1896 w Skwirze, zm. 21 lipca 1944 pod Brodami) – ukraiński inżynier technolog, wojskowy, major dyplomowany artylerii Wojska Polskiego II RP, dowódca dywizjonu artylerii w 14 Dywizji Grenadierów SS.

## Życiorys
Syn Wasyla. Ukończył gimnazjum w Białej Cerkwi. W 1914, po ukończeniu Kolegium Gałagana w Kijowie, rozpoczął studia na Fakultecie Fizyczno-Matematycznym Kijowskiego Uniwersytetu Imperatorskiego św. Włodzimierza. 1 listopada 1915 został junkrem Mikołajewskiej Szkoły Artylerii. 1 kwietnia 1916, w randze chorążego, skierowany został na front.
W lutym 1918 powrócił na studia. W grudniu tego roku wstąpił do Armii Czynnej Ukraińskiej Republiki Ludowej. Służył w dywizjonie artylerii. 29 grudnia 1919 awansował na kapitana. Uczestniczył w całym szlaku bojowym armii URL, aż do jej internowania w Polsce w listopadzie 1920. Po zwolnieniu w 1922 z obozu internowania w Kaliszu wyjechał do Czechosłowacji, gdzie w latach 1922–27 studiował w Poděbradach na Ukraińskiej Akademii Gospodarczej, uzyskując dyplom inżyniera-chemika technologa. 
W 1928 przyjęty został do służby kontraktowej w Wojsku Polskim. W latach 1932–1934 był słuchaczem Kursu Normalnego Wyższej Szkoły Wojennej w Warszawie. 19 marca 1938 awansowany został na majora. W kampanii wrześniowej 1939 dowodził III dywizjonem 26 pułku artylerii lekkiej. Ranny, wzięty do niewoli niemieckiej. Na początku 1940 zwolniony z obozu jenieckiego, wraz z innymi oficerami narodowości ukraińskiej.
W latach 1940–1943 pracował w cukrowni w Przeworsku jako starszy chemik. Po ataku III Rzeszy na ZSRR został przydzielony do kwatermistrzostwa w sztabie Grupie Armii „Południe" gen. Gerda von Rundstedta. Na początku 1943 objął w stopniu Waffen-Sturmbannführera SS (majora) dowództwo dywizjonu ciężkiej artylerii w nowo formowanej 14 Dywizji Grenadierów SS. Od początku lutego 1944 dowodził artylerią SS-Kampfgruppe „Beyersdorf”, wydzielonej z dywizji do walki z polską i sowiecką partyzantką na Lubelszczyźnie. Zginął 21 lipca tego roku pod Brodami podczas ciężkich walk z Armią Czerwoną.